# 몰도바 국가 올림픽 위원회
몰도바 국가 올림픽 위원회(루마니아어: Comitetul National Olimpic al Republicii Moldova)는 몰도바의 국가 올림픽 위원회이다. IOC 코드는 MDA이다. 본부는 키시너우에 있으며 유럽 올림픽 위원회에 소속되어 있다.
1991년에 설립되었으며 1993년에 국제 올림픽 위원회의 승인을 받았다. 올림픽, 유러피언 게임을 비롯한 국제 스포츠 대회에 참가하는 몰도바의 선수들을 대표한다.

## 같이 보기
- 올림픽 몰도바 선수단